# 刘庆义
刘庆义（?—?），后周到宋朝初年将领，宋太祖义社十兄弟之一。
与赵匡胤、李继勋、石守信、王审琦、杨光义、刘守忠、刘廷让、韩重赟、王政忠等九人结为“义社十兄弟”，刘庆义在北宋最后官至安远军节度观察留后（安州，今湖北安陆）。